# Stazione di Rutino
La stazione di Rutino è un posto di movimento sulla linea Battipaglia-Reggio Calabria.

## Strutture e impianti
La stazione dispone di 4 binari. Le piattaforme per l'attraversamento sono state rimosse.

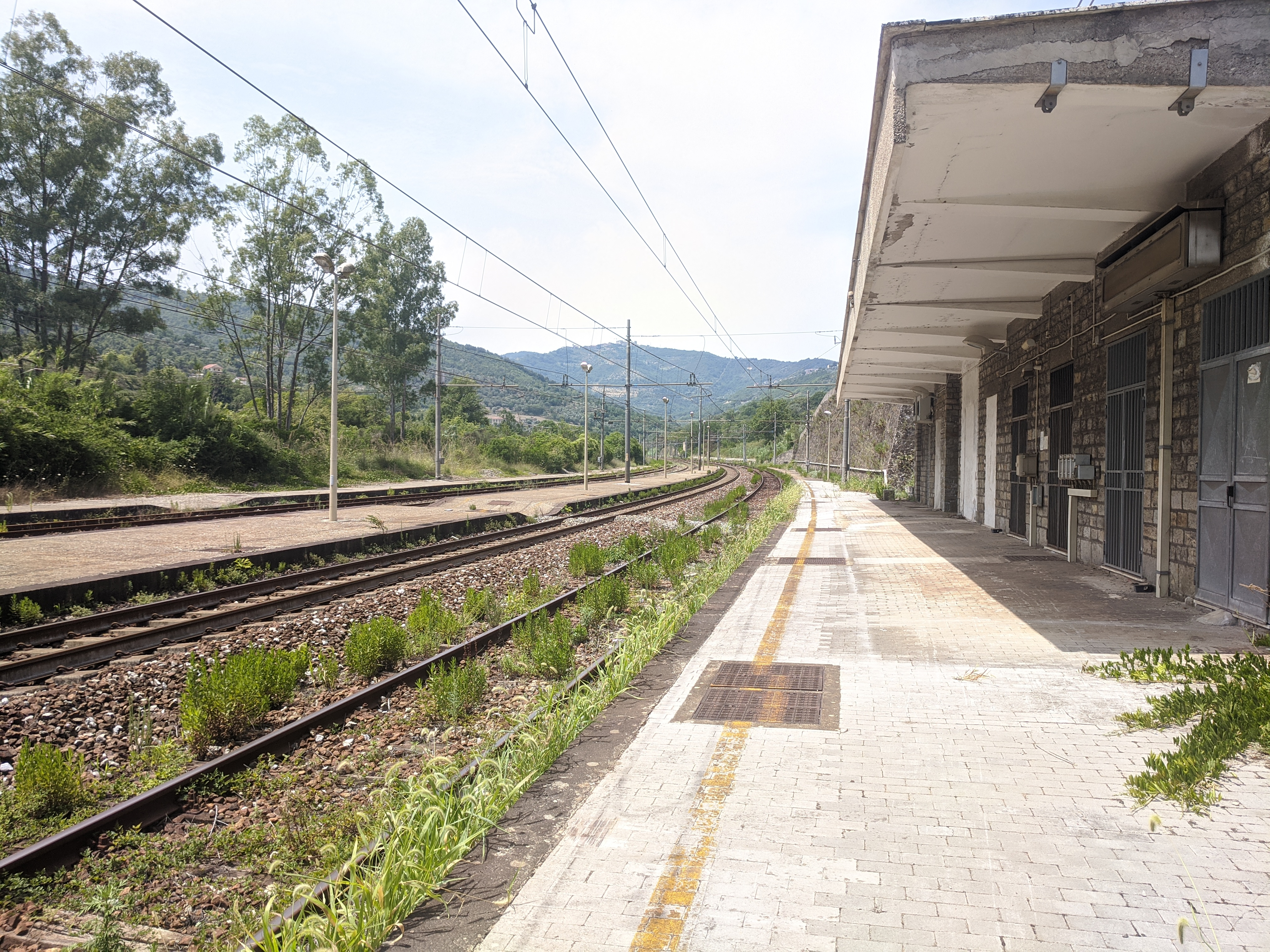
Vista binari